# Пузыри Ферми
Пузыри́ Фе́рми — два образования неизвестной природы, расположенные над и под плоскостью диска нашей Галактики.
Пузыри Ферми имеют шарообразную форму и размер в 25 000 св. лет каждый. Таким образом, в целом эта структура, в форме тела вращения восьмёрки, имеет размеры примерно в половину диаметра Млечного Пути. Излучают в гамма- и рентгеновском диапазонах. Если бы пузыри Ферми излучали в видимом диапазоне, они заняли бы половину земного небосвода.
Названы в честь космического гамма-телескопа Fermi, открывшего их в 2010 году.

## Происхождение
Сначала предполагалось, что пузыри Ферми являются остатками джетов — пучков горячей плазмы, разогретой в результате аккреции на сверхмассивную чёрную дыру, расположенную в центре Галактики, и вырвавшейся из центра балджа в направлениях, перпендикулярных плоскости галактического диска, однако позже выяснилось, что состав их вещества отличен от состава центра Млечного Пути, из чего следует, что по крайней мере частично они имеют иное происхождение: возможно, из вещества галактического гало.
В 2022 году профессор Ютака Фудзита из Токийского университета представил теорию, согласно которой пузыри всё же происходят из центра Млечного Пути: летящие из него со скоростью около 1000 км/с потоки вещества взаимодействуют с галактическим гало, и за 10 млн лет полёта порождают в нём обратную ударную волну.

## Другие аналогичные структуры
В 2016 году российские учёные открыли аналогичные структуры в Галактике Андромеды.
В 2020 году российские учёные открыли с помощью телескопа eROSITA пузыри eRosita, в 1,5 раза более крупные, чем пузыри Ферми.